# Cainito
De cainito (Chrysophyllum cainito) of sterappel (niet te verwarren met het gelijknamige appelras) is een plant uit de familie Sapotaceae.
Het is een 8-30 m hoge, groenblijvende boom met een korte, tot 1 m brede stam, een dichte, brede kroon en bruin behaarde takken. Alle plantendelen bevatten een melkachtig latex. De afwisselend geplaatste bladeren zijn tot 16 × 6 cm groot, ovaal, gespitst, gaafrandig, leerachtig, van boven groen en glanzend en van onderen kalend zilverachtig tot goudbruin behaard. De kleine bloemetjes staan in trosjes in de bladoksels. Ze zijn groenachtig geel, geel of paars-wit, hebben vijf of zes kelkbladeren en een vijfslippige bloemkroon.
De besvruchten zijn rond of ovaal en tot 10 cm groot. De buitenschil is dun, glad en glanzend en afhankelijk van het ras groen of roodpaars, donkerpaars tot violetbruin van kleur. De binnenschil is dik, taai en vlezig en bevat bittere, witte latex (melksap). Bij paarse rassen is de binnenschil 6-13 mm dik en donkerviolet en bij groene rassen is deze 3-5 mm dik en groenwittig. Onder de binnenschil ligt een laag sappig, witglazig vruchtvlees met een zoete doch flauwe smaak bij paarse rassen en met een zuurdere maar aromatischere smaak bij groene rassen. Onder dit vruchtvlees liggen tot elf, stervormig om de kern van de vrucht gerangschikte, glanzende, donkerbruine zaden. Op een doorsnede van de vrucht vormen deze zaden een sterpatroon.
De vrucht kan gehalveerd en uitgelepeld worden of worden verwerkt in gerechten en sappen. De schil is oneetbaar en het melksap uit de schil mag bij het opensnijden van de cainito niet op het vruchtvlees terechtkomen.
De cainito komt van nature voor in Midden-Amerika en op de Cariben. Hij wordt van Mexico tot in het noorden van Argentinië verbouwd. De plant is ook bekend uit Suriname, waar hij wordt gekweekt. Tevens kan hij in Zuid- en Zuidoost-Azië, in het noorden van Australië en in Afrika worden aangetroffen.

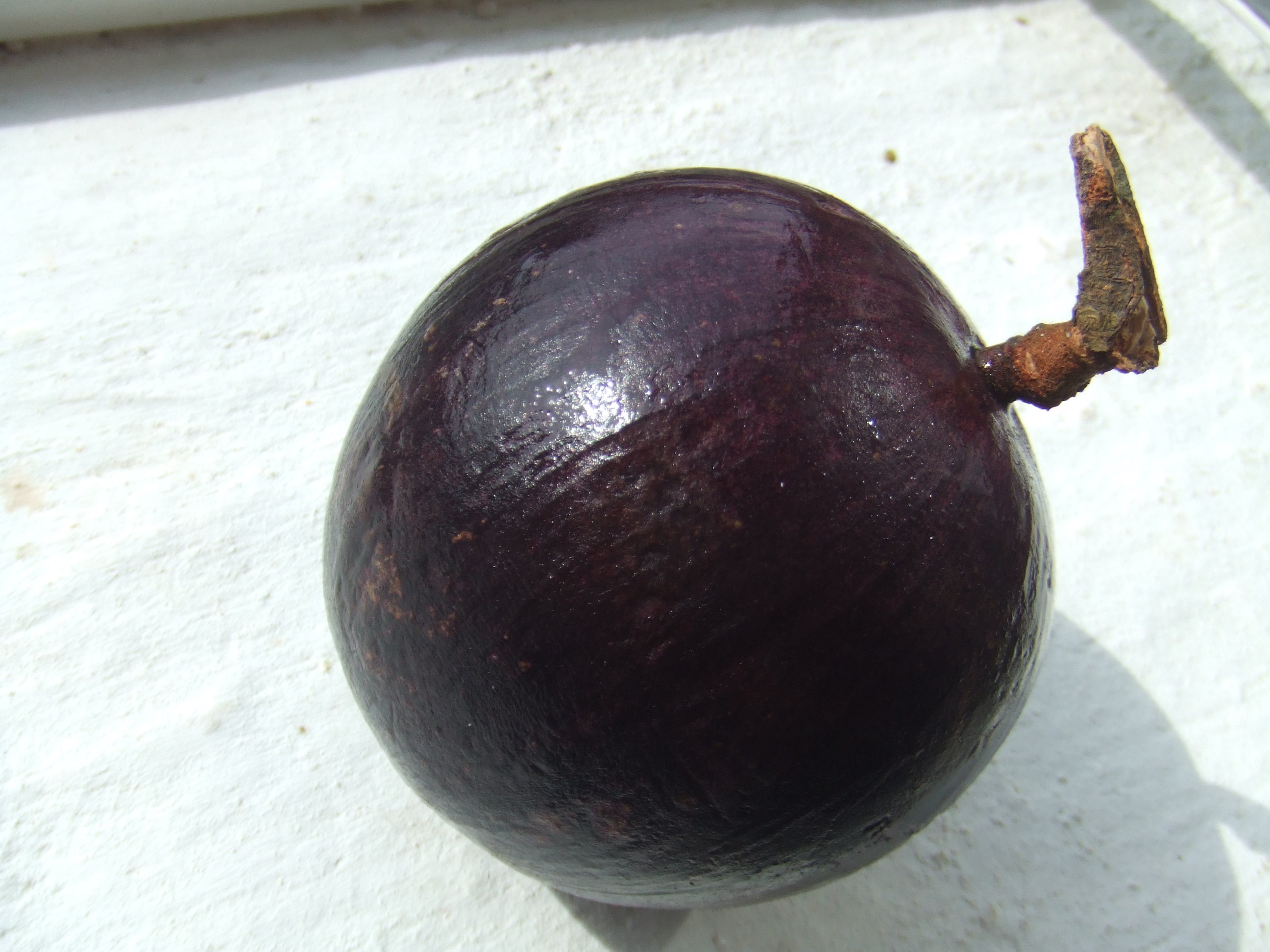
Paarse vorm
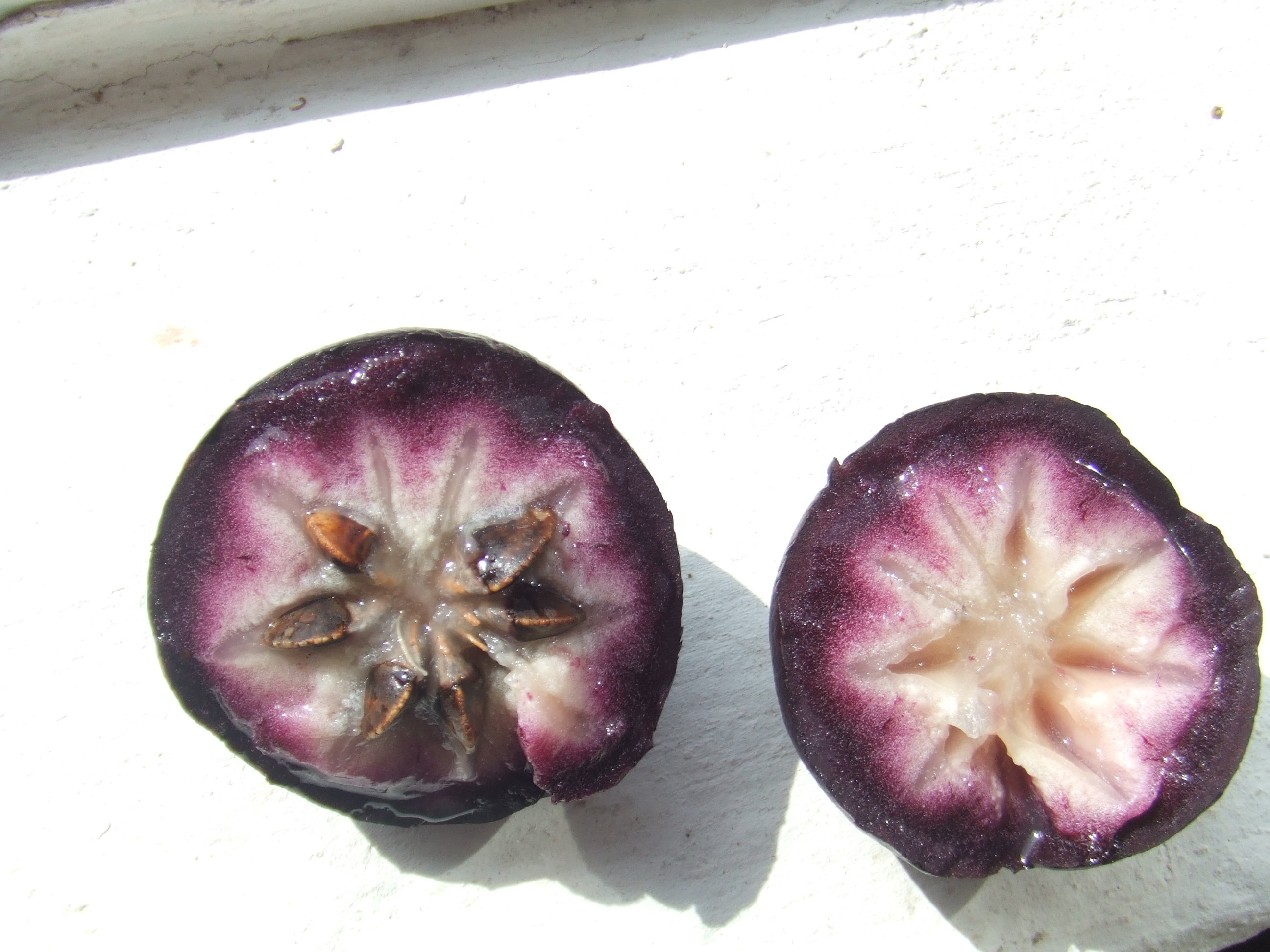
Gehalveerde cainito waarbij het sterpatroon zichtbaar is
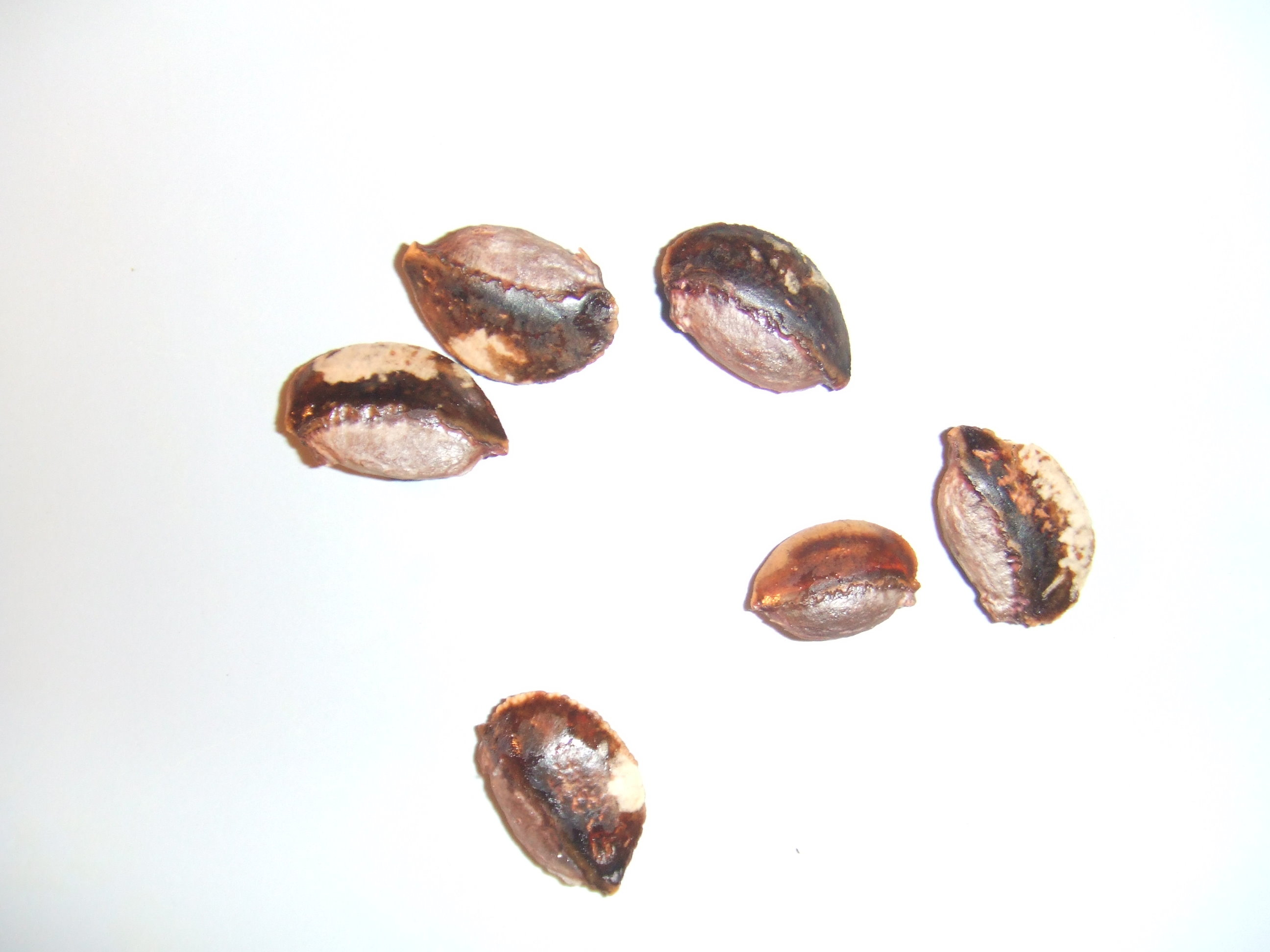
Zaden van cainito